# Boskopschedel

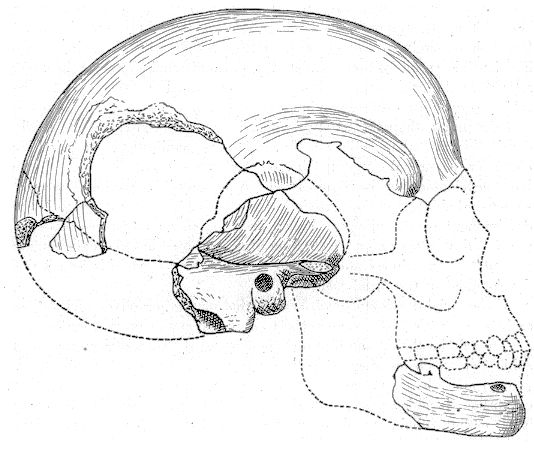
de gereconstrueerde schedel Boskop 1: De botten van de gearceerde gebieden zijn bewaard gebleven.
afbeelding van R. Broom, 1918

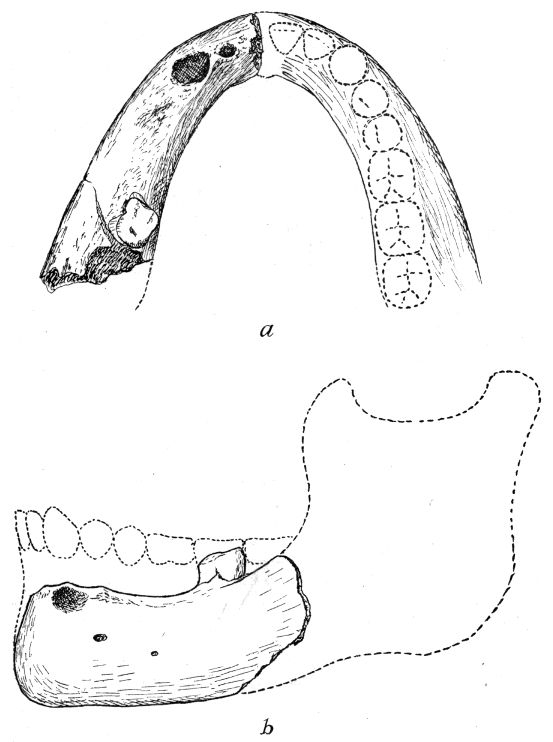
onderkaak

Boskop 1 is de wetenschappelijke naam voor een fossiel schedeldak dat in oktober 1913, met een bijbehorend fragment van de linkerhelft van een onderkaak, werd ontdekt in de omgeving van het dorp Boskop in Zuid-Afrika. De vondst was de eerste van een mensachtig fossiel in Zuid-Afrika. Tegenwoordig wordt het beschouwd als de overblijfselen van een vroege anatomisch moderne mens (Homo sapiens) uit de Middle Stone Age. Zoals destijds gebruikelijk werd de vondst voor het eerst in 1917 toegeschreven aan een aparte soort van het geslacht Homo, en in 1918 door Robert Broom met meer gedetailleerde redenen benoemd als Homo capensis.

## Ontdekking
Het fossiel werd ontdekt terwijl arbeiders een greppel aan het graven waren in het dorp Boskop, ten noorden van Potchefstroom, in de historische provincie Transvaal (nu de provincie Noordwest) in Zuid-Afrika. Robert Broom meldde in 1918 dat twee boeren het oneens waren over de vraag of de botten menselijke beenderen waren en daarom wilden ze in november 1913 dat hun weddenschap werd beslist door Frederick William FitzSimons, een herpetoloog en directeur van het Port Elizabeth Museum. een expert op het gebied van slangen en slangengif was, erkende hij het wetenschappelijke belang van het schedeldak dat hem werd aangeboden en zorgde ervoor dat alle gevonden botten aan het Port Elizabeth Museum werden gegeven. Tijdens daaropvolgende opgravingen op de locatie werden verschillende kleine fragmenten van de schedel en botten uit het gebied onder het hoofd ontdekt. Door het ontbreken van betekenisvolle begeleidende vondsten was datering van de fossielen niet mogelijk, maar door de mate van fossilisatie was het duidelijk dat de vondsten "zeer oud" waren. 

## Naamgeving
In augustus 1915 verscheen in het Britse tijdschrift Nature het eerste rapport met drie illustraties over de vondst, geschreven door Frederick William FitzSimons. Daarin schreef deze dat de schedel afkomstig was van "een ras zo oud als de neanderthalers, zo niet ouder dan zij en dan de man van La Chapelle", waarop hij qua vorm en dikte van de schedelbeenderen sterk leek. Tegelijkertijd noemde FitzSimons ook kenmerken die dicht bij die van de anatomisch moderne mens lagen, waaruit hij concludeerde dat de vondst tot het "neanderthaler-ras" behoorde, maar tijdens zijn leven "meer geavanceerde intelligentie" had dan het neanderthaler-type-exemplaar. Hoewel FitzSimons' vergelijking met de neanderthaler, voorheen alleen bekend uit Europa, voor de hand lag vanwege het destijds zeer kleine aantal mensachtige fossielen wereldwijd, verwierp de Britse anatoom en antropoloog Arthur Keith FitzSimons' interpretatie al in een commentaar dat in augustus 1915 ook in Nature verscheen. Volgens Keith vertoonden de afbeeldingen bij het artikel van FitzSimons "geen kenmerken die karakteristiek zijn voor neanderthalers". Het individu waarvan het schedeldak afkomstig was had eerder een duidelijk modern uiterlijk en een schedel met een zeer groot inwendig volume. 
Dit werd in oktober 1915 gevolgd door een gedetailleerde mondelinge beschrijving van de vondst tijdens een bijeenkomst van de Royal Society of South Africa door de geoloog en adjunct-directeur van het South African Museum, Sidney Henry Haughton. In deze lezing, die pas in 1917 gepubliceerd werd, betreurde hij aanvankelijk de volledige vernietiging van de oorspronkelijke site en kwam uiteindelijk tot de conclusie dat het schedeldak, ondanks de zeer archaïsche, verdikte wandbeenderen, het meest leek op dat van de cro-magnonmensen, terwijl de onderkaak een geavanceerde evolutie had doorgemaakt en "in grote lijnen" vergelijkbaar was met die van een Bantoe.  
De zeer grote schedel, die na zijn ontdekking een inwendig volume zou hebben van bijna 2000 cm³ en die nu wordt geschat op 1700 tot 1950 cm³ (ter vergelijking: gemiddeld ongeveer 1500 cm³ voor hedendaagse mannen), wekte ook interesse bij Robert Broom, die in 1918 ook geloofde dat hij een duidelijke anatomische nabijheid tot de Europese cro-magnonmensen of hun voorouders herkende: vanuit huidig perspectief een absoluut correcte interpretatie van de vondsten. Niettemin hechtte Broom, na een gedetailleerde beschrijving van de kenmerken van de onderkaak en de schedel, meer gewicht aan de verschillen met de moderne mens dan aan de overeenkomsten. Hij concludeerde dat er "in zeer vroege tijden" in Zuid-Afrika "een ras van primitieve mensen" leefde, waarvan de kenmerken een grote schedel met zeer dikke wandbeenderen en grote hersenen waren, evenals een "krachtige onderkaak" met veel grotere snijtanden en hoektanden dan de moderne mens. Voor dit type koos Broom de soortnaam Homo capensis, wijzend op de verschillen met Homo sapiens, vernaamd naar Kaap de Goede Hoop, gelegen nabij het zuidelijkste puntje van Afrika.
Broom nam in de conclusie van zijn studie in 1918 ook het voor de hand liggende idee op om het "Boskop-type" in een morfologische verbinding te brengen met Zuid-Afrikaanse inheemse etnische groepen. Hij kwam echter tot de conclusie dat wetenschappelijk onderzoek naar deze etnische groepen en hun onderlinge relaties geen duidelijke resultaten had opgeleverd en dat er daarom weinig over dit onderwerp te zeggen viel. Andere onderzoekers, met name Raymond Dart in 1923, hielden zich tot in de jaren 1950 met deze overwegingen bezig. Het "Boskop-type" werd soms beschouwd als een kenmerk van een "Boskop-ras", dat als "Boskopoïde" voorouder van de inheemse etnische groepen van Zuid-Afrika aangegeven werd. Talloze andere fossiele vondsten werden toegewezen aan dit hypothetische "Boskop-type", en al in 1925 verscheen er een artikel in een Zuid-Afrikaans tijdschrift over de veronderstelde vorm van de botten onder de schedel. Gebaseerd op ongeveer twintig fragmenten van pijpbeenderen en wervels van verschillende, onnauwkeurig gedateerde locaties bevestigden het eigen karakter van dit "menselijke ras", gebaseerd op schedelfragmenten, die "Bosjesmannen, negers, noch Europeanen waren". Tegelijkertijd werd gespeculeerd dat recentere fossiele ontdekkingen in Zuid-Afrika het resultaat waren van een "hybridisatie van het Boskop-ras met de Bosjesmannen". In 1937 was de Zuid-Afrikaanse rassentheorie eindelijk zo verhard dat Alexander Galloway, een anatoom aan de Universiteit van de Witwatersrand, een hele reeks fossiele rassen opsomde, maar deze samenvatte in drie "fysieke uitdrukkingen" die de een na de ander de afgelopen 20.000 jaar in Zuid-Afrika dominant waren: "Boskop, Bosjesman en Neger". Robert Broom daarentegen klaagde al in december 1925 in Nature met betrekking tot de ontdekking van de schedel dat "vooroordelen een aanzienlijke rol hebben gespeeld in de antropologie". 
Omdat het Boskop 1-fossiel niet precies kan worden gedateerd, en van de plaats waar het werd gevonden slechts bekend is dat het in de omgeving van het gelijknamige dorp Boskop was, wordt de wetenschappelijke waarde van het fossiel tegenwoordig als laag beschouwd. 